# 북극합동전략사령부
북극합동전략사령부 "세베르"(러시아어: Объединённое стратегическое командование «Северный флот» (ОСК "Север"), 영어: Arctic Joint Strategic Command)는 러시아 연방군 세베로모르스크에 있는 의 북극을 포함한 러시아 북부 지역을 관할하는 군관구이자 합동사령부이다. 세베르(Север)는 러시아어로 방위에서 북쪽을 가리킨다.
사령부 설계 당시, 블라디미르 푸틴 러시아 대통령은 북극 지역에서 작전할 수 있는 2개의 특화된 여단을 계획하고 있다고 밝혔다. 2014년 12월 1일에 서부, 중부, 남부 군관구의 일부 부대를 이양받아 활동을 개시하였다.

## 부대

### 육군
- 제14군단 (해군 소속) - 세베로모르스크
  - 제80극지차량화소총병여단 - Alakurtti
  - 제200차량화소총병여단 - Pechenga
- 제61해군보병여단 - 스푸트니크

### 항공우주군
- 제1방공사단
- 제3방공사단

## 같이 보기
- 북방함대

## 참고
1. ↑  “Russia plans Arctic army brigades” (영어). BBC. 2011년 7월 1일. 2015년 1월 12일에 확인함.
2. ↑  “북극 통합전략사령부 ‘세베르’ 활동 개시”. 러시아 포커스. 2014년 12월 14일. 2015년 1월 12일에 확인함.

- “Arctic Strategic Command / Sever (North) Unified Strategic Command (USC)”. 《globalsecurity.org》 (영어). 2015년 1월 12일에 확인함.